# Pribiševci
Pribiševci (1900-ig Pribiševac) falu Horvátországban, Eszék-Baranya megyében. Közigazgatásilag Gyurgyenováchoz tartozik.

## Fekvése
Eszéktől légvonalban 45, közúton 55 km-re nyugatra, Nekcsétől légvonalban és közúton 4 km-re északra, községközpontjától 3 km-re délkeletre,  a Szlavóniai-síkságon, az Eszékről Varasdra menő vasútvonaltól északra, a Nekcséről Alsómiholjácra menő út mentén fekszik.

## Története
A település már a középkorban is létezett. 1476-ban „Pribisoucz” néven említik a matucsinai vár tartozékai között. Urai a Matucsinai és a velük rokon matucsinai Cseh és Petykei családok voltak. A 15. században egy ideig zálogbirtokként a Marótiak bírták. A török 1536 körül szállta meg és 1687-ben szabadították fel a keresztény seregek. A felszabadító harcok során elnéptelenedett. Az 1698-as kamarai összeírásban „Pribisevacz” néven lakatlan településként szerepel Klokocsevacz hajdútelepülés déli szomszédjaként. A 18. században a lakóhelyét korábban elhagyni kényszerült lakosság fokozatosan visszatért.
Az első katonai felmérés térképén „Ober és Unter- Pribisovacz” néven található. Lipszky János 1808-ban Budán kiadott repertóriumában „Pribissevacz (Dolnyi és Gornyi)” néven szerepel. Nagy Lajos 1829-ben kiadott művében „Pribissevacz (Dolni és Gorni)” néven 46 házzal, 241 katolikus vallású lakossal találjuk. A 19. század végén Likából horvát családok, a Monarchia más területeiről pedig magyar és német családok települtek be. A 19. század végétől és az 1940-es évekig a népesség egy részét még a németek és a magyarok alkották. Őket a második világháború idején a partizánok üldözték el. Helyükre az ország más részeiről horvátok települtek.
A településnek 1857-ben 229, 1910-ben 391 lakosa volt. Verőce vármegye Nekcsei járásához tartozott. Az 1910-es népszámlálás adatai szerint lakosságának 75%-a horvát, 16%-a magyar, 6%-a német anyanyelvű volt. Az első világháború után 1918-ban az új szerb-horvát-szlovén állam, majd később (1929-ben) Jugoszlávia része lett. 1991-ben lakosságának 97%-a horvát nemzetiségű volt. 2011-ben 390 lakosa volt.

## Lakossága
| Lakosság változása | Lakosság változása | Lakosság változása | Lakosság változása | Lakosság változása | Lakosság változása | Lakosság változása | Lakosság változása | Lakosság változása | Lakosság változása | Lakosság változása | Lakosság változása | Lakosság változása | Lakosság változása | Lakosság változása | Lakosság változása |
| ------------------ | ------------------ | ------------------ | ------------------ | ------------------ | ------------------ | ------------------ | ------------------ | ------------------ | ------------------ | ------------------ | ------------------ | ------------------ | ------------------ | ------------------ | ------------------ |
| 1857               | 1869               | 1880               | 1890               | 1900               | 1910               | 1921               | 1931               | 1948               | 1953               | 1961               | 1971               | 1981               | 1991               | 2001               | 2011               |
| 229                | 220                | 239                | 294                | 362                | 391                | 398                | 505                | 447                | 579                | 612                | 623                | 587                | 573                | 446                | 390                |

## Nevezetességei
Szent Borbála tiszteletére szentelt római katolikus temploma a velimirovaci plébánia filiája.

## Oktatás
A településen a gyurgyenováci J. J. Strossmayer elemi iskola alsó tagozatos területi iskolája működik.

## Sport
NK Slavonac Pribiševci labdarúgóklub (jelenleg nem működik).

## Egyesületek
DVD Pribiševci önkéntes tűzoltó egyesületet 1933-ban alapították-